# Wigglytuff
Wigglytuff (japanski: プクリン Pukurin) jedan je od 1025 fiktivnih vrsta Pokémona iz medijske franšize Pokémon, skupa Pokémon videoigara, animiranih serija, manga stripova, knjiga, igraćih karata i drugih medija kojima je tvorac Satoshi Tajiri. Svrha je Wigglytuffa u videoigrama, animiranoj seriji i manga stripovima, kao i svrha ostalih Pokémona, borba s divljim Pokémonima – neukroćenim stvorenjima koje igrači i likovi pronalaze dok kreću na razne avanture – i pripitomljenim Pokémonima drugih Pokémon trenera.

## Etimologijaimena
Ime Wigglytuff kombinacija je engleske riječi "wiggly", odnoseći se na njegove umiljate zdepaste kretnje, te riječi "tuff", što je vjerojatno izmijenjena verzija engleske riječi "tuft" = čuperak, odnoseći se na onaj na njegovoj glavi. 
Njegovo japansko ime, Pukurin, dolazi od japanske riječi "purin" = puding, kao i kombinacija brojnih drugih japanskih riječi, poput "pikupikuugoku", označajući njegovu zdepastost; "fukureru" = oticati, napuhnuti se; "fukafukashita" = mekano, čupavo; "fūsen" = balon; i "mari" = lopta. U osnovi, njegovo bi se ime iz svih navedenih riječi dalo protumačiti i prevesti kao "zdepasta, mekana i čupava lopta", "napuhnuti balon", ili kombinacija obje verzije. 

## Pokédex podaci
- Pokémon Red/Blue: Njegovo je tijelo mekano i gumeno. Kada je u opasnosti, udahnut će i napuhati se do ogromnih razmjera.
- Pokémon Yellow: Njegovo je tijelo ispunjeno elasticitetom. Nakon što duboko udahne, može se bezgranično napuhati.
- Pokémon Gold: Njegovo krzno ima tako sepcifičan osjećaj da, ako se dva Wigglytuffa zagrle, neće htjeti biti razdvojeni.
- Pokémon Silver: Ima veoma nježno krzno. Ako se naljuti, polako će se napuhnuti, a zatim udariti Treskom tijela (Body Slam).
- Pokémon Crystal: Njegovo bogato, mekano krzno koje prekriva njegovo tijelo ima tako dobar osjećaj da svatko tko ga dodirne neće ga htjeti prestati dodirivati.
- Pokémon Ruby: Wigglytuff ima velike, tanjuraste oči. Površina njegovih očiju uvijek je prekrivena tankim slojem suza. Ako prašina upadne u njegove oči, uvijek se brzo ispere.
- Pokémon Sapphire: Wigglytuffovo je tijelo veoma fleksibilno. Nakon dubokog udaha, ovaj se Pokémon može napuhati do bezgraničnih razmjera. Kada je jednom napuhan, može skakutati uokolo poput balona.
- Pokémon Emerald: Njegovo je krzno krajnje luksuzno. Spavati uz Wigglytuffa smatra se božanskim. Njegovo se tijelo bezgranično napuhava nakon što udahne.
- Pokémon FireRed: Njegovo je krzno iznimno nježno, gusto i podatno. Ovo iznimno ugodno krzno predstavlja odraz luksuza.
- Pokémon LeafGreen: Njegovo je tijelo mekano i gumeno. Kada je u opasnosti, udahnut će i napuhati se do ogromnih razmjera.
- Pokémon Diamond/Pearl: Njegovo nježno krzno podatno je na dodir. Može proširiti svoje tijelo jednosavnim udahom.

## U videoigrama
Wigglytuff se prvi puta pojavio u prvoj generaciji Pokémon videoigara, Pokémon Red i Blue, kao završni oblik Jigglypuffova evolucijskog lanca. Razvija se iz Jigglypuffa uz pomoć Mjesečeva kamena bez obzira na razinu iskustva. Jigglypuff se pak razvija iz Igglybuffa.
Wigglytuffove su statistike prosječne ili niske, no njegova HP statistika ističe se i izrazito je visoka, te od sveukupno 493 Pokémonai njihovih HP statistika, Wigglytuffov HP status zauzima 10. mjesto. 

## Tehnike
| Prirodne tehnike                   | Prirodne tehnike | Prirodne tehnike |
| ---------------------------------- | ---------------- | ---------------- |
| Tehnika                            | Vrsta tehnike    | Razina           |
| Pjevanje (Sing)                    | Normalni         |                  |
| Obrambeno kovrčanje (Defense Curl) | Normalni         |                  |
| Onesposobljavanje (Disable)        | Normalni         |                  |
| Dvostruka pljuska (Doubleslap)     | Normalni         |                  |

## Statistike
| HP:      | 140 |  |
| Attack:  | 70  |  |
| Defense: | 45  |  |
| Special: | 50  |  |
| SpAtk:   | 75  |  |
| SpDef:   | 50  |  |
| Speed:   | 45  |  |

Statistika Special korištena je samo tijekom prve generacije; kasnije je podijeljenja na Special Attack i Special Defense statistike.

## U animiranoj seriji
Wigglytuff se pojavljuje u epizodi "Lights, Camera, Quacktion!", u kojoj je Wigglytuff Pokémon glumica s grozničavim temperamentom, te često šamara ostale likove kao znak svoje svojeglavosti i grozničavosti. Kada Jeesien Arbok, Jamesov Weezing i Meowth stignu na audiciju radi popunjavanja praznih mjesta u filmu, Wigglytuff ih našamara zbog uznemiravanja. Naposljetku, nastupa uz Mistyinog Psyducka.
U filmu Pokémon: The First Movie jedan od Pokémona koje Mewtwo otme od trenera, zarobi i klonira jest i Wigglytuff. Istovremeno, Harley, jedan od Mayinih protivnika, posjeduje Wigglytuffa.